# Coucou koël
Eudynamys scolopaceus
Espèce
Statut de conservation UICN

 LC  : Préoccupation mineure
Le Coucou koël (Eudynamys scolopaceus) est une espèce d'oiseaux de la famille des cuculidés dénommé d'après son chant.

## Description
Le coucou koël mesure de 39 à 49 de long.
Les mâles sont noirs et les femelles gris-brun.

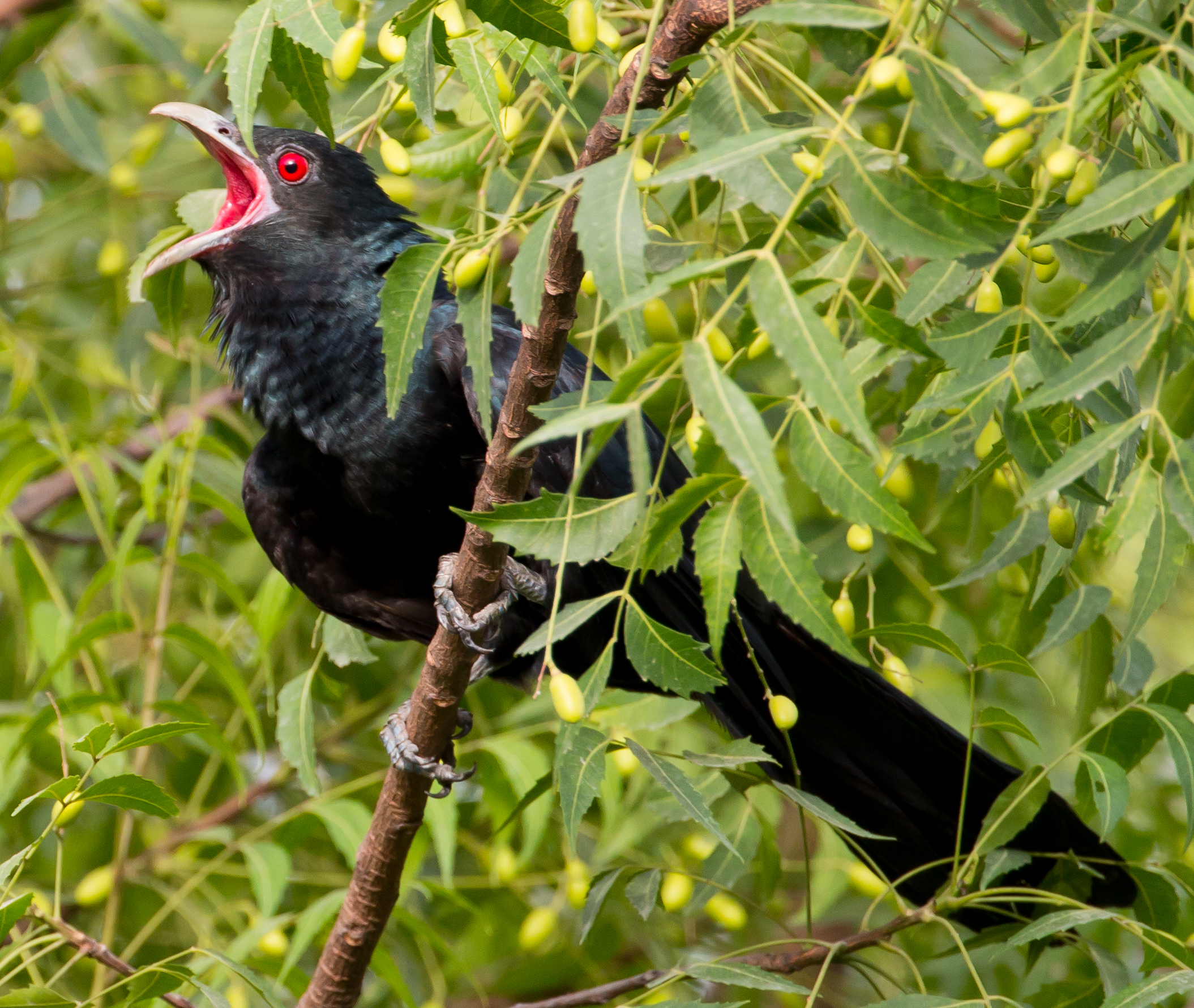
Mâle
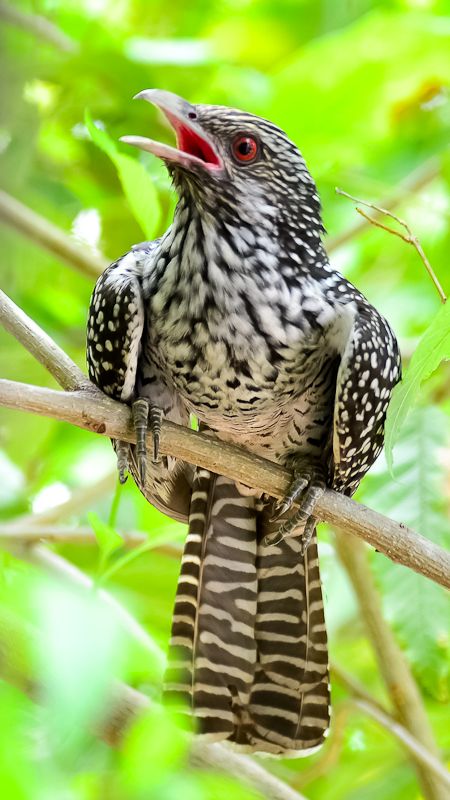
Femelle
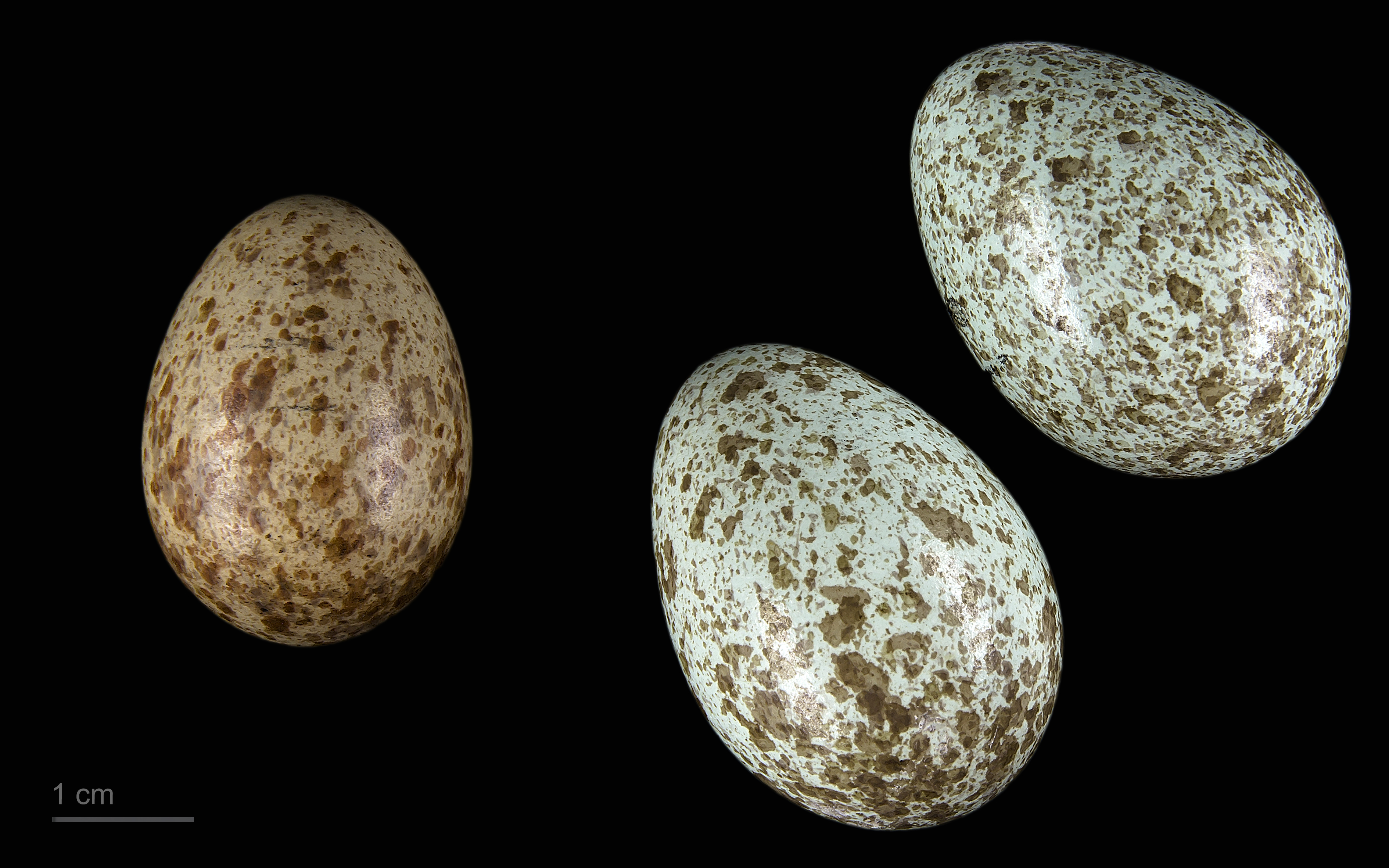
Œuf de Eudynamys scolopaceus dans un nid de  Corvus splendens  - Muséum de Toulouse

Cet oiseau parasite la couvée des autres.
C'est un des rares coucous frugivores.
Il est couramment appelé tribidouille

## Répartition
Cet oiseau vit dans le sud de l'Asie, en Chine et en Australie.

Distribution du Coucou Koël

Le mot koël signifie « rossignol » en Inde à cause du chant mélodieux du coucou indien. Il est considéré comme l'oiseau de la pluie ou de l'orage dans l'est de l'Australie où la tradition veut qu'il chante juste avant la pluie.

## Sous-espèces
Selon Alan P. Peterson, il existe 17 sous-espèces :
- Eudynamys scolopaceus alberti (Rothschild & Hartert, 1907) ;
- Eudynamys scolopaceus chinensis (Cabanis & Heine, 1863) ;
- Eudynamys scolopaceus cyanocephalus (Latham, 1802) qui a été décrite comme une espèce à part par Monroe & Sibley : Eudynamys cyanocephala ;
- Eudynamys scolopaceus dolosus (Ripley, 1946) ;
- Eudynamys scolopaceus frater (McGregor, 1904) ;
- Eudynamys scolopaceus harterti (Ingram, 1912) ;
- Eudynamys scolopaceus hybrida (Diamond, 2002) ;
- Eudynamys scolopaceus malayanus (Cabanis & Heine, 1863) ;
- Eudynamys scolopaceus melanorhynchus (S. Muller, 1843) qui a été décrite comme une espèce à part par Monroe & Sibley : Eudynamys melanorhyncha ;
- Eudynamys scolopaceus mindanensis (Linnaeus, 1766) ;
- Eudynamys scolopaceus orientalis (Linnaeus, 1766) ;
- Eudynamys scolopaceus picatus (S. Muller, 1843) ;
- Eudynamys scolopaceus rufiventer (Lesson, 1830) ;
- Eudynamys scolopaceus salvadorii (Hartert, 1900) ;
- Eudynamys scolopaceus scolopaceus (Linnaeus, 1758) ;
- Eudynamys scolopaceus simalurensis (Junge, 1936) ;
- Eudynamys scolopaceus subcyanocephalus (Mathews, 1912).

## Galerie

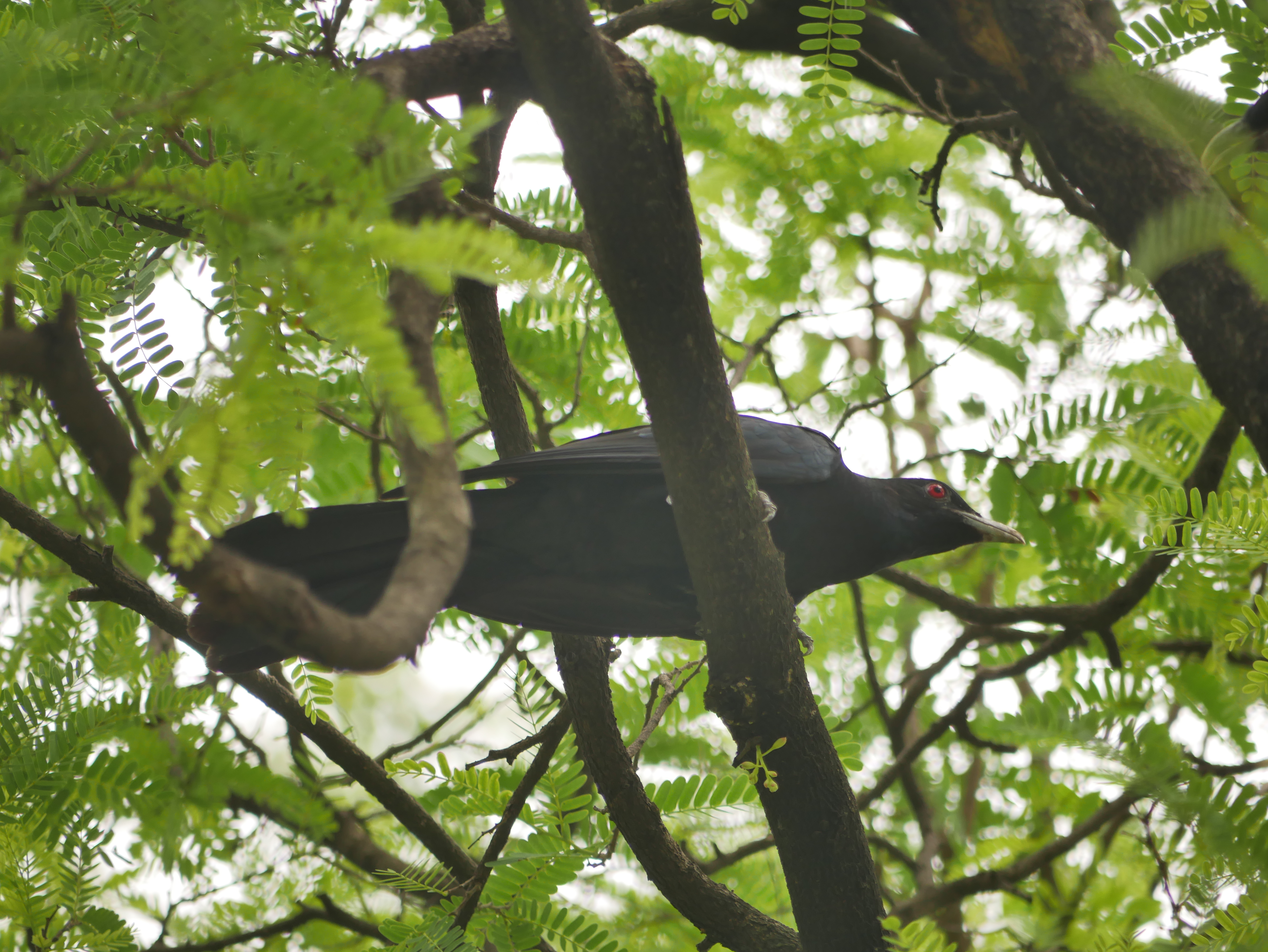
Mâle, Parc Lumphini, Bangkok, Thaïlande
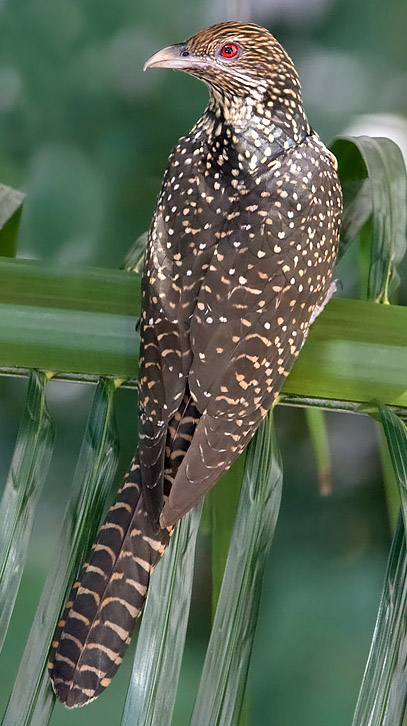
Femelle
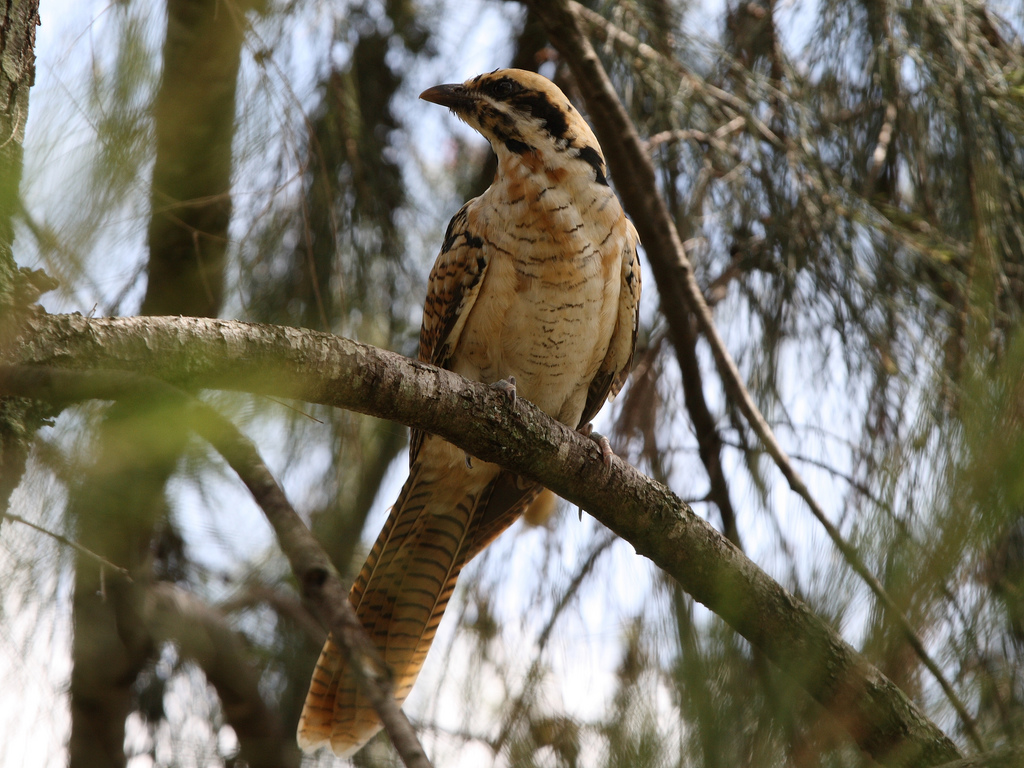
Jeune mâle
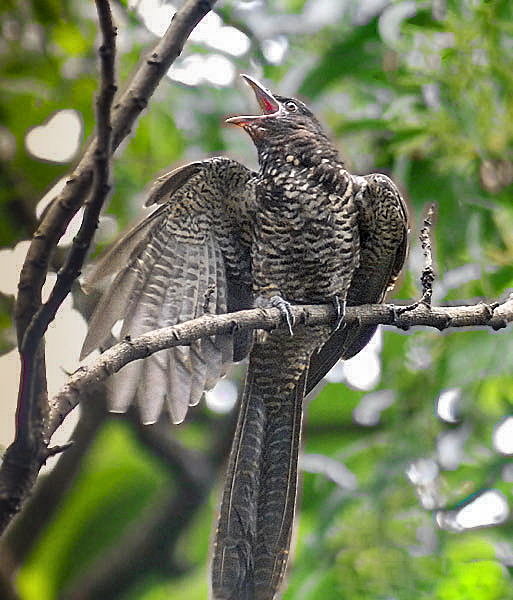
Jeune femelle